# Comuna de Pleśna
Pleśna (polaco: Gmina Pleśna) é uma gminy (comuna) na Polónia, na voivodia de Pequena Polónia e no condado de Tarnowski. A sede do condado é a cidade de Pleśna.
De acordo com os censos de 2004, a comuna tem 11 466 habitantes, com uma densidade 137,1 hab/km².

## Área
Estende-se por uma área de 83,65 km², incluindo:
- área agricola: 59%
- área florestal: 29%

## Demografia
Dados de 30 de Junho 2004:
|                      | Total   | Total | Mulheres | Mulheres | Homens  | Homens |
| -------------------- | ------- | ----- | -------- | -------- | ------- | ------ |
|                      | pessoas | %     | pessoas  | %        | pessoas | %      |
| População            | 11 466  | 100   | 5716     | 49,9     | 5750    | 50,1   |
| Densidade (pop./km²) | 137,1   | 100   | 68,3     | 68,3     | 68,7    | 68,7   |

De acordo com dados de 2002, o rendimento médio per capita ascendia a 1297,01 zł.

## Subdivisões
- Dąbrówka Szczepanowska, Janowice, Lichwin, Lubinka, Łowczówek, Pleśna, Rzuchowa, Rychwałd, Szczepanowice, Świebodzin, Woźniczna.

## Comunas vizinhas
- Gromnik, Tarnów, Tuchów, Wojnicz, Zakliczyn